# Отлис
Отлис (фр. Hauteluce) насеље је и општина у источној Француској у региону Рона-Алпи, у департману Савоја која припада префектури Албервил.
По подацима из 2011. године у општини је живело 804 становника, а густина насељености је износила 12,89 становника/km². Општина се простире на површини од 62,39 km². Налази се на средњој надморској висини од 1150 метара (максималној 2.555 m, а минималној 780 m).

## Демографија
| 1962. | 1968. | 1975. | 1982. | 1990. | 1999. | 2011. |
| ----- | ----- | ----- | ----- | ----- | ----- | ----- |
| 673   | 797   | 705   | 707   | 820   | 800   | 804   |

График промене броја становника у току последњих година